# 鳥海國定公園
鳥海國定公園（日语：／ Chōkai Kokutei Kōen），是位在日本秋田縣、山形縣的國定公園。指定區域為鳥海山、象潟、庄內砂丘與庄內海岸林等海岸部，以及飛島島。

## 主要景點
- 鳥海山

成層火山，是奧羽地方知名山峰（日本百名山）。日本山毛櫸林發達，多高山植物。山麓有眾多溪谷。
- 象潟（日语：象潟）

鳥海山西北方的景點（天然紀念物）。過去是與松島並論的多島潟湖，1804年地震隆起後開發為農地。現在仍有100座以上小島及老松散佈在水田中，形成獨特的景觀。
- 庄內砂丘（日语：庄内砂丘）

總長約35公里，最寬3.2公里，面積55.44平方公里的砂丘。內側是黑松群生的庄內海岸林。
- 飛島（山形縣酒田市）

黑尾鷗繁殖地（天然紀念物）。另有獨特的植被、日本海侵蝕的奇岩、海崖等。

## 關連市町村
- 秋田縣 - 由利本莊市、仁賀保市
- 山形縣 - 酒田市、遊佐町

## 集團設施地區
| 地區名 | 面積   | 所在地             | 使用人數（人） |
| ------ | ------ | ------------------ | -------------- |
| 鉾立   | 2.7ha  | 秋田縣仁賀保市     | 262,000        |
| 湯之台 | 79.0ha | 山形縣酒田市       | 125,000        |
| 吹浦   | 48.1ha | 山形縣飽海郡遊佐町 | 259,000        |

## 關連項目
- 國定公園